# CD151
La molécula CD151 (grupo sanguíneo Raph), también conocido como CD151 (grupo de diferenciación 151), es un gen del ser humano. Es esencial para el correcto ensamblaje de las membranas basales glomerular y tubular en los riñones.

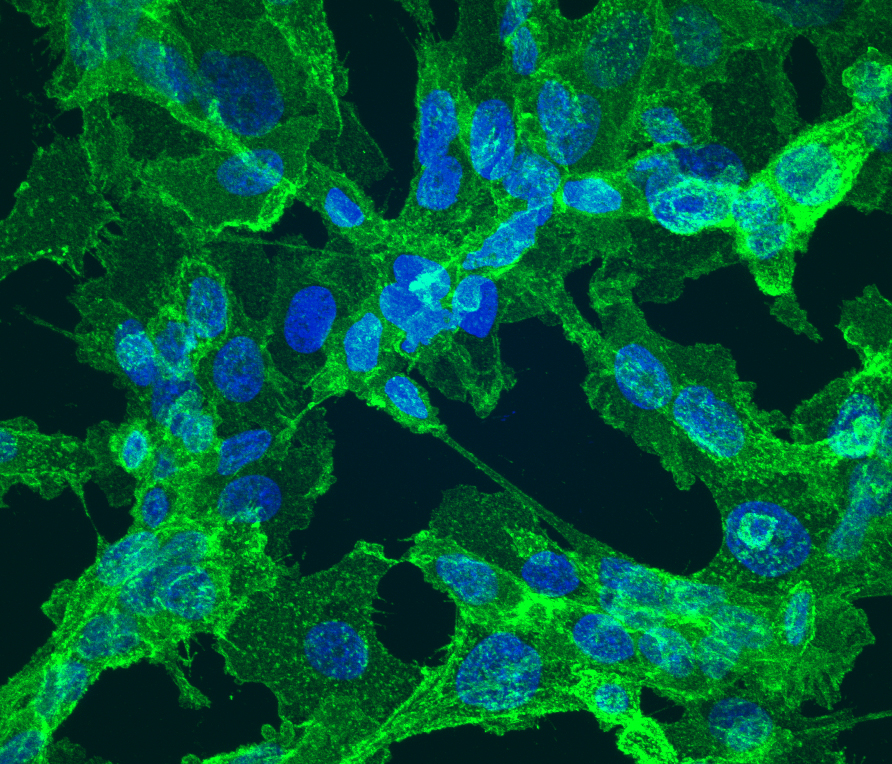
Células de fibrosarcoma, según se informa teñidas con un anticuerpo que se une a CD151 (verde) y un tinte para el núcleo (azul).

## Función
La proteína codificada por este gen es miembro de la superfamilia de la transmembrana 4, también conocida como la familia de las tetraspaninas. La mayoría de estos miembros son proteínas de la superficie celular que se caracterizan por la presencia de cuatro dominios hidrófobos. Las proteínas median eventos de transducción de señales que juegan un papel en la regulación del desarrollo, activación, crecimiento y movilidad celular. Esta proteína codificada es una glicoproteína de la superficie celular que se sabe que forma un complejo con integrinas y otras proteínas de la superfamilia transmembrana 4. Está involucrado en procesos celulares, incluida la adhesión celular, y puede regular el tráfico y / o la función de las integrinas. Esta proteína mejora la motilidad celular, la invasión y la metástasis de las células cancerosas. Para este gen se han descrito múltiples variantes de transcripciones empalmadas alternativamente que codifican la misma proteína. Las anomalías en CD151 se han relacionado con una forma de epidermólisis ampollosa.

## Interacciones
Se ha demostrado que CD151 interactúa con CD46 .